# フルヴィッツの定理 (数論)
数論において，フルヴィッツの定理（英: Hurwitz's theorem）とは，アドルフ・フルヴィッツ (Adolf Hurwitz) の名に因んだ定理で，ディオファントス近似の上界を与える．定理の主張は以下である．任意の無理数 ξ に対し，互いに素な整数 m, n であって
{\displaystyle \left|\xi -{\frac {m}{n}}\right|<{\frac {1}{{\sqrt {5}}\,n^{2}}}}
となるものが無限個存在する．ξ が無理数であるという仮定を外すことは出来ない．さらに，定数 √5 は最良のものである．もし √5 を別の任意の数 A > √5 に置き換え，{\displaystyle \xi =(1+{\sqrt {5}})/2}（黄金比）とおくと，上の不等式が成り立つような互いに素な整数 m, n は有限個しか存在しない．
この定理は任意の無理数のマルコフ定数が√5より大きいことを意味している。